# Кінгсвейл (Каліфорнія)
Кінгсвейл (англ. Kingvale) — переписна місцевість (CDP) в США, в округах Невада і Пласер штату Каліфорнія. Населення — 128 осіб (2020).

## Географія
Кінгсвейл розташований за координатами 39°19′13″ пн. ш. 120°26′21″ зх. д. / 39.32028° пн. ш. 120.43917° зх. д. (39.320260, -120.439242).  За даними Бюро перепису населення США в 2010 році переписна місцевість мала площу 2,51 км², з яких 2,49 км² — суходіл та 0,02 км² — водойми.

### Клімат
| Клімат : Кінгсвейл                                                        | Клімат : Кінгсвейл | Клімат : Кінгсвейл | Клімат : Кінгсвейл | Клімат : Кінгсвейл | Клімат : Кінгсвейл | Клімат : Кінгсвейл | Клімат : Кінгсвейл | Клімат : Кінгсвейл | Клімат : Кінгсвейл | Клімат : Кінгсвейл | Клімат : Кінгсвейл | Клімат : Кінгсвейл | Клімат : Кінгсвейл |
| Показник                                                                  | Січ.               | Лют.               | Бер.               | Квіт.              | Трав.              | Черв.              | Лип.               | Серп.              | Вер.               | Жовт.              | Лист.              | Груд.              | Рік                |
| Абсолютний максимум, °C                                                   | 21,1               | 23,9               | 28,3               | 31,7               | 35,6               | 39,4               | 40,0               | 40,6               | 38,3               | 32,8               | 25,0               | 21,1               | 40,6               |
| Середній максимум, °C                                                     | 7,2                | 10,6               | 13,3               | 17,8               | 22,8               | 27,8               | 32,8               | 31,7               | 27,2               | 21,1               | 12,8               | 7,8                | 19,4               |
| Середня температура, °C                                                   | 0,0                | 3,3                | 5,0                | 8,9                | 13,3               | 17,2               | 21,1               | 20,0               | 16,1               | 10,6               | 4,4                | 0,6                | 10,1               |
| Середній мінімум, °C                                                      | −7,2               | −5                 | −3,3               | −0,6               | 3,3                | 6,7                | 9,4                | 8,3                | 4,4                | 0,0                | −3,9               | −6,7               | 0,5                |
| Абсолютний мінімум, °C                                                    | −26,7              | −26,7              | −17,8              | −10,6              | −7,8               | −3,9               | 0,6                | −4,4               | −6,7               | −13,3              | −17,2              | −26,7              | −26,7              |
| Норма опадів, мм                                                          | 25                 | 23                 | 18                 | 10                 | 18                 | 10                 | 8                  | 5                  | 8                  | 10                 | 20                 | 25                 | 15                 |
| ------------------------------------------------------------------------- | ------------------ | ------------------ | ------------------ | ------------------ | ------------------ | ------------------ | ------------------ | ------------------ | ------------------ | ------------------ | ------------------ | ------------------ | ------------------ |
| Джерело: http://www.myforecast.com/bin/climate.m?city=516782&metric=false |                    |                    |                    |                    |                    |                    |                    |                    |                    |                    |                    |                    |                    |

## Демографія
Згідно з переписом 2010 року, у переписній місцевості мешкали 143 особи в 69 домогосподарствах у складі 38 родин. Густота населення становила 57 осіб/км².  Було 340 помешкань (135/км²).
Расовий склад населення:
| - 94,4 % — білих - 0,7 % — вихідців з тихоокеанських островів - 0,7 % — корінних американців - 0,7 % — чорних або афроамериканців - 1,4 % — осіб інших рас |

До двох чи більше рас належало 2,1 %. Частка іспаномовних становила 4,2 % від усіх жителів.
За віковим діапазоном населення розподілялося таким чином: 13,3 % — особи молодші 18 років, 76,9 % — особи у віці 18—64 років, 9,8 % — особи у віці 65 років та старші. Медіана віку мешканця становила 46,9 року. На 100 осіб жіночої статі у переписній місцевості припадало 127,0 чоловіків;  на 100 жінок у віці від 18 років та старших — 134,0 чоловіків також старших 18 років.
Цивільне працевлаштоване населення становило 93 особи. Основні галузі зайнятості: освіта, охорона здоров'я та соціальна допомога — 57,0 %, транспорт — 29,0 %, роздрібна торгівля — 14,0 %.